# Orthromicta argonota
Orthromicta argonota är en fjärilsart som beskrevs av Turner 1923. Orthromicta argonota ingår i släktet Orthromicta och familjen fransmalar. Inga underarter finns listade i Catalogue of Life.